# 大白鯊 (小說)
《大白鯊》（英語：Jaws）為美國作家彼得·本奇利於1974年創作的小說，講述了大白鯊襲擊一個度假小鎮，之後三名男子為了殺死它而展開航程。
彼得·本奇利的靈感來自於一些現實生活中的事件，如1916年澤西海岸鯊魚襲擊事件，道布尔戴出版社委託他寫成小說。電影製片人理查·賽納克和大衛·布朗於小說出版前，買下電影版權。當小說在1974年2月出版後，獲得巨大的成功，大約於暢銷書排行榜上停留44週。
電影導演史蒂文·斯皮爾伯格改編為《大白鯊》，在1975年6月上映。小說中的許多未成年人的次要情節從電影中刪除。

## 書籍
- Baxter, John. . London: Harper Collins. 1997. ISBN 0-00-638444-7.
- Brode, Douglas. . New York: Carol Publishing. 1995. ISBN 0-8065-1951-7.
- Capuzzo, Michael. . New York: Broadway Books. 2001. ISBN 0-7679-0413-3.
- Ellis, Richard. . San Diego: Harcourt Brace Jovanovich. 1983. ISBN 0-15-613552-3.
- Fernicola, Richard G. . Guilford, Conn.: The Lyons Press. 2002. ISBN 1-58574-575-8.
- Gottlieb, Carl. . New York, New York: Dell. 1975.